# Julius Zupitza
Julius Zupitza (Głogówek, 4 gennaio 1844 – Berlino, 6 luglio 1895) è stato un filologo e anglista tedesco.
Fu uno dei fondatori dell'anglistica in Germania.

## Biografia
Julius Zupitza fu il figlio del maggiore Andreas Zupitza e di sua moglie Adelheid, nata Albrecht.
Dopo aver frequentato il ginnasio di Oppeln, studiò filologia classica, germanica e romanza e sanscrito all'Università di Breslavia e all'Università di Berlino, collaborando con Friedrich Pfeiffer, Ottomar Behnsch, Heinrich Rückert, Karl Müllenhoff, August Böckh e Moriz Haupt. Ottenne il dottorato a Berlino nel 1865 e l'abilitazione all'insegnamento universitario a Breslavia nel 1869. 
Dal 1869 lavorò come docente privato e rappresentò gli studi tedeschi a Breslavia con lezioni sulla storia delle saghe eroiche tedesche, sulla lingua e sulla letteratura tedesca fino a quando, nel 1872, fu nominato professore associato di lingue germaniche settentrionali all'Università di Vienna. 
Il 21 aprile 1876 Zupitza fu nominato primo professore ordinario di filologia inglese all'Università Humboldt di Berlino. Zupitza aveva 30 anni quando fu pubblicato il suo quaderno di inglese antico e medio, la cui quinta edizione uscì due anni dopo la sua morte, nel 1897. Dal 1889 fu vicepresidente della Deutsche Shakespeare-Gesellschaft e ricevette un dottorato onorario dall'Università di Cambridge nel 1893.
Rimase all'Università di Berlino in questa posizione fino alla morte per ictus nel 1895.

## Opere
- Einführung in das Studium des mittelhochdeutschen. Zum Selbstunterricht für jeden gebildeten (Oppeln, 1868) (GB)
- Zur Literaturgeschichte des Guy von Warwick (Wien, 1873) (GB)
- Ed., The Romance of Guy of Warwick. The second or 15th-century Version (1875–1876)
- Ed., General Prologue to the Canterbury Tales (1882).
- Éd., Beowulf. Autotypes of the unique Cotton MS. Vitellius A XV in the British Museum (Londres : Trübner, 1882).
- Ed., Cynewulfs Elene mit einem Glossar (1877)[3].
- Ed., Ælfrics Grammatik und Glossar (1880).
- Ed., Guy of Warwick (1883)[4].
- Ed., The Pardoner's Prologue and Tale (1890).